# District de Semur (Côte-d'Or)
Pour les articles homonymes, voir District de Semur.
Le district de Semur est une ancienne division territoriale française du département de la Côte-d'Or de 1790 à 1795.
Il était composé des cantons de Semur, Baigneux, Epoisses, Flavigny, Froslois, Montbard, Moutier, Normier, Précy, Rouvray, Salmaise, Saulieu et Vitteaux.